# فالويس
فالويس (بالفرنسية: Vallois)‏ هي بلدية تقع في فرنسا في Canton of Gerbéviller. يقدر عدد سكانها بـ 144 نسمة ومساحتها 7.27 كم2 وترتفع عن سطح البحر 244 متر.